# Brøns Å
Brøns Å är ett vattendrag i Danmark. Det ligger i Region Syddanmark, i den sydvästra delen av landet, 250 km väster om Köpenhamn. Det rinner ut i Vadehavet cirka 2,5 km väster om samhället Brøns.